# エルモア・マニュファクチャリング・カンパニー

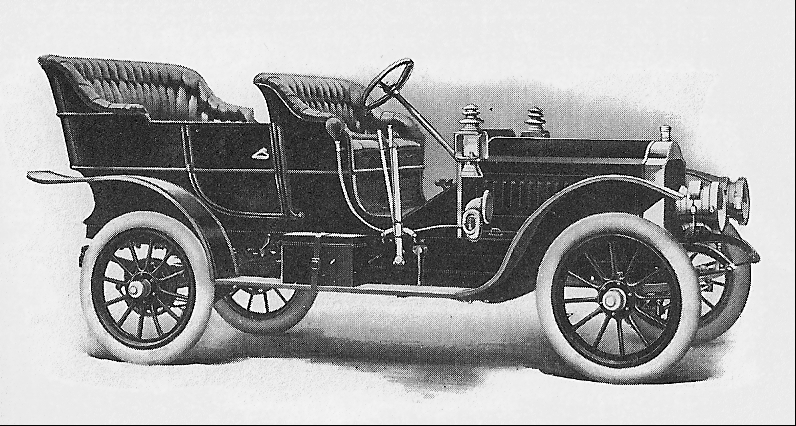
1908 Elmore Model 40

エルモア・マニュファクチャリング・カンパニー（Elmore Manufacturing Company ）は1893年に創業した米国オハイオ州クライドの自動車メーカー。ジェームズ・ベッカー、バートン・ベッカーが創業者。社名は2人の育った創業の地からとった。2ストロークエンジンを使い、直列2気筒、単気筒。のち直列3気筒もつかった。
最も小型は1904年型の「エルモア・コンバーチブル・ラナバウト」（Elmore Convertible Runabout ）で、トノーを装備したラナバウト型で4人が乗車でき650米ドルで販売された。当時市場で最も安価な自動車だった。単気筒は横に寝せて車体の中央に置かれた。6.5 hp (4.8 kW)を出力した。トランスミッションは2速。車重が1050 lb (476 kg)だった。
その上位に位置づけられたラナバウトモデルは「エルモア・ラナバウト」。2人乗りで800米ドル。直列2気筒を垂直にマウントし、車体中央に置いた。8 hp (6 kW)を出力、3速トランスミッションでフレームは鉄のアングル材で車重は1400 lb (635 kg)となった。
トップモデルは「エルモア・トノー」でトノーモデル。4人乗車で1400米ドル。水平にマウントした直列2気筒がフロントに置かれた。12 hp (8.9 kW)を出力。3速トランスミッション。鉄のアングル材フレームで車重は1500 lb (680 kg)。
1908年にエルモアの3気筒2ストロークエンジンが、ウィリアム・C・デュラントの目にとまった。翌年、デュラントはエルモアを60万米ドルで購入しエルモアはゼネラルモーターズの一部門となった。しかし翌年デュラントは経営に手を出せなくなった。エルモアのブランドと技術は時流に乗れず、GMはデュラントが戻る前に当時のGM経営陣はエルモアを1912年に終了した。
1912年10月、エルモアの以前の工場はクライド・モーター（Clyde Motor Company ）に売却された。Clydesdaleなどがのちここで組立された。

## 車種一覧
- 1909 Elmore Model 30 Touring

## 参考
- Frank Leslie's Popular Monthly (January, 1904